# Geminorhabdus maymbensis
Geminorhabdus maymbensis är en skalbaggsart som först beskrevs av Louis Burgeon 1939.  Geminorhabdus maymbensis ingår i släktet Geminorhabdus och familjen stumpbaggar. Inga underarter finns listade i Catalogue of Life.